# Morale
La morale è l'insieme dei valori o principi ideali in base ai quali l'individuo e la collettività distinguono il bene dal male, e a cui scelgono liberamente di conformare o meno il proprio comportamento. Tali principi possono rifarsi alle tradizioni di una collettività, oppure originarsi da precetti religiosi, dalla realtà sociale e politica, o dall'organizzazione economica e giuridica storicamente mutevole. Il contrario della morale corrente o creduta vera è definito immorale.

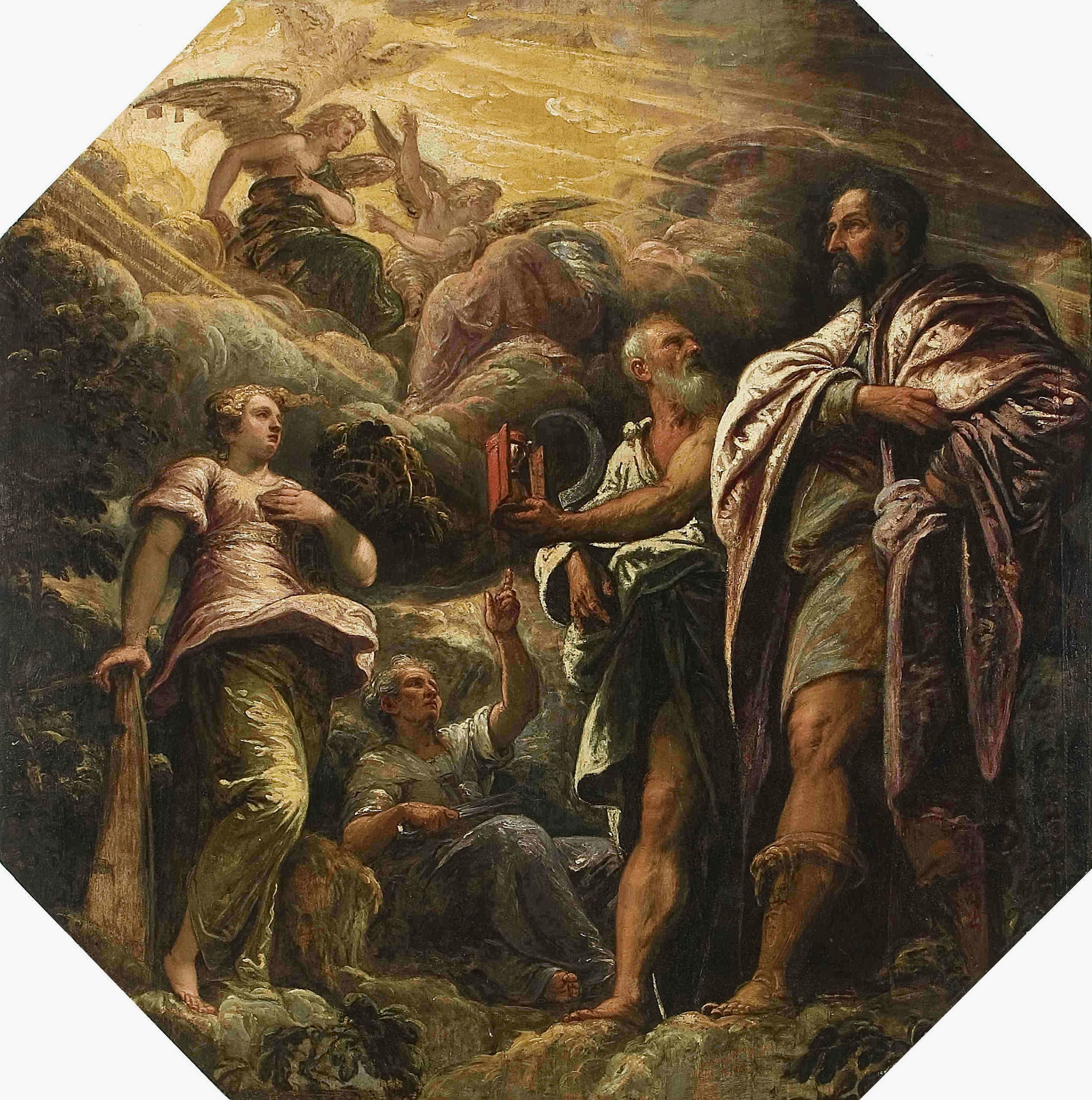
Allegoria della moralità (con ritratto di senatore veneziano) attribuita al pittore veneto Tintoretto, 1585.

Il termine morale (in latino moralis, derivante da mos, moris ossia "costume"), fu coniato da Marco Tullio Cicerone per calco del greco antico ἠθικός (etikòs), derivato di ἦθος (trasl. etos, costume), da cui deriva il termine etica.

## Storia
La morale è stata materia di studio sin dall'antichità, costituendo l'oggetto della disciplina filosofica denominata etica.
Socrate, Platone, Aristotele, Tommaso d'Aquino sono tra coloro che maggiormente svolsero riflessioni sulla morale in relazione a ciò che è giusto o sbagliato, al concetto di virtù, alla libertà e intenzionalità dell'agire umano, e al suo fine ultimo inteso come il raggiungimento della felicità e della realizzazione individuale. Secondo Tommaso, la libertà è condizione di possibilità dell'operare moralmente.

## Morale, etica e moralismo
Spesso i termini etica e morale sono usati come sinonimi ma, mentre la morale considera come dati di fatto le norme e i valori, l'etica svolge su di essi una riflessione speculativa, cerca, cioè, di darne una spiegazione razionale.
Un'ulteriore distinzione è propria del concetto di moralismo che implica una varietà di significati tra i quali quelli filosofici per cui i valori morali sono considerati superiori ad ogni altro principio dell'attività umana: com'è, ad esempio, nell'affermato primato della Ragion pratica sull'attività teoretica in Kant o nella filosofia di Fichte denominata "moralismo puro" per intendere che il principio dell'azione è a fondamento e giustificazione di ogni aspetto della vita dell'individuo. 
Nel senso comune moralismo viene inteso spregiativamente come un ipocrita richiamo ai valori della morale corrente usati con eccessiva intransigenza per una severa condanna dei comportamenti altrui.

## Morale laica e religiosa
Nell'ambito della morale si suole distinguere la prospettiva laica da quella religiosa.
La morale laica, in senso politico e sociale, rivendica l'autonomia decisionale di un individuo o di un'entità collettiva, rispetto a ogni condizionamento ideologico, morale o religioso proveniente dall'esterno, volendo basarsi sull'indipendenza della ragione da ogni dogmatismo, e quindi valorizzando il dibattito, il confronto, l'apertura, e la libertà delle scelte personali.
La morale religiosa d'altra parte ritiene di fondarsi su un terreno più solido di quello del moralista laico, trovando la legittimazione e l'efficacia delle proprie norme nella loro provenienza da Dio o comunque dalla dimensione del sacro, quale criterio di verità da cui la condotta umana possa ricevere senso e orientamento, che resta tuttavia trascendente e non riducibile a considerazioni razionali mondane.